# 1934年ウィンブルドン選手権
1934年 ウィンブルドン選手権（1934ねんウィンブルドンせんしゅけん、The Championships, Wimbledon 1934）に関する記事。イギリス・ロンドン郊外にある「オールイングランド・ローンテニス・アンド・クローケー・クラブ」にて開催。

## 概要
- 三木龍喜がドロシー・ラウンドとペアを組み混合ダブルスで日本人初のグランドスラム優勝を果たした。次に日本人が4大大会で優勝するのは11年後の1955年全米選手権、ウィンブルドンで優勝するのは21年後の1975年、混合ダブルスで優勝するのは63年後の1997年全仏オープンのことである。 また、日本人ではウィンブルドン男子、ウィンブルドン混合・4大大会男子混合の最後の優勝でもある。
- フレッド・ペリーがウィンブルドン初・グランドスラム3度目の優勝を果たした。

## シード選手

### 男子シングルス
1. ジャック・クロフォード　（準優勝）
2. フレッド・ペリー　（初優勝）
3. ゴットフリート・フォン・クラム　（4回戦）
4. ヘンリー・オースチン　（ベスト8）
5. フランク・シールズ　（ベスト4）
6. レスター・ストーフェン　（ベスト8）
7. シドニー・ウッド　（ベスト4）
8. ジョルジオ・デ・ステファーニ　（2回戦）

### 女子シングルス
1. ヘレン・ジェイコブス　（準優勝）
2. ドロシー・ラウンド　（初優勝）
3. サラ・ポールフリー　（ベスト8）
4. ヒルデ・スパーリング　（4回戦）
5. マーガレット・スクリブン　（ベスト8）
6. ロレット・パヨー　（ベスト8）
7. シリー・アウセム　（ベスト8）
8. シモーヌ・マチュー　（ベスト4）

### 男子ダブルス
1. ジャン・ボロトラ＆ ジャック・ブルニョン
2. ジョージ・ロット＆ レスター・ストーフェン
3. フレッド・ペリー＆ ジョージ・ヒューズ
4. ジャック・クロフォード＆ エイドリアン・クイスト

### 女子ダブルス
1. エリザベス・ライアン＆ シモーヌ・マチュー
2. ヘレン・ジェイコブス＆ サラ・ポールフリー
3. ベティ・ナットール＆ フレダ・ジェームズ
4. イブリン・ディアマン＆ ナンシー・ライル

### 混合ダブルス
1. ゴットフリート・フォン・クラム＆ ヒルデ・スパーリング
2. ジョージ・ロット＆ サラ・ポールフリー
3. エンリケ・マイアー＆ エリザベス・ライアン
4. ジャン・ボロトラ＆ ベティ・ナットール

## 大会経過

### 男子シングルス
準々決勝
- ジャック・クロフォード vs.  レスター・ストーフェン　7-5, 2-6, 7-5, 6-0
- フランク・シールズ vs.  ヘンリー・オースチン　4-6, 2-6, 7-5, 6-3, 7-5
- シドニー・ウッド vs.  バーノン・カービー　6-1, 6-4, 3-6, 6-0
- フレッド・ペリー vs.  ジョージ・ロット　6-4, 2-6, 7-5, 10-8

準決勝
- ジャック・クロフォード vs.  フランク・シールズ　2-6, 4-6, 6-4, 6-3, 6-4
- フレッド・ペリー vs.  シドニー・ウッド　6-3, 3-6, 7-5, 5-7, 6-3

### 女子シングルス
準々決勝
- ヘレン・ジェイコブス vs.  シリー・アウセム　6-0, 6-2
- ジョーン・ハーティガン vs.  マーガレット・スクリブン　3-6, 6-3, 6-1
- シモーヌ・マチュー vs.  サラ・ポールフリー　6-3, 6-8, 6-2
- ドロシー・ラウンド vs.  ロレット・パヨー　6-4, 6-2

準決勝
- ヘレン・ジェイコブス vs.  ジョーン・ハーティガン　6-2, 6-2
- ドロシー・ラウンド vs.  シモーヌ・マチュー　6-4, 5-7, 6-2

## 決勝戦の結果
男子シングルス
- フレッド・ペリー vs.  ジャック・クロフォード　6-3, 6-0, 7-5

女子シングルス
- ドロシー・ラウンド vs.  ヘレン・ジェイコブス　6-2, 5-7, 6-3

男子ダブルス
- ジョージ・ロット＆ レスター・ストーフェン vs.  ジャン・ボロトラ＆ ジャック・ブルニョン　6-2, 6-3, 6-4

女子ダブルス
- エリザベス・ライアン＆ シモーヌ・マチュー vs.  ドロシー・アンドルース＆ シルビ・アンロタン　6-3, 6-3

混合ダブルス
- 三木龍喜＆ ドロシー・ラウンド vs.  ヘンリー・オースチン＆ ドロシー・シェパード＝バロン　3-6, 6-4, 6-0